# Ganzendiep
Il Ganzendiep è un fiume che scorre nella provincia del Overijssel nei Paesi Bassi.
Il Ganzediep è un antico ramo dell'IJssel, che parte da Kampen e che sfocia nello Zwarte Meer. È un fiume molto tortuoso e il suo corso è profondamente variato nel corso dei secoli.
Sulle rive del Ganzediep si trova l'antico villaggio di Grafhorst. Il fiume scorre al punto in cui era sita in passato la chiesa del paese.